# Saint-Denis (Sena Saint-Denis)
Saint-Denis és un municipi francès, al departament de Sena Saint-Denis (regió d'Illa de França). L'any 2005 tenia 95.800 habitants. Situat a 9,4 kilòmetres de París, la localitat és la seu de la Basílica de Saint-Denis, necròpoli dels reis de França, i l'Stade de France, l'estadi seu de la selecció francesa.
Forma part del cantó de Saint-Denis-1 i del cantó de Saint-Denis-2, del districte de Saint-Denis. I des del 2016, de la divisió Plaine Commune de la Metròpoli del Gran París.

## Demografia

### Població
El 2007 la població de fet de Saint-Denis era de 100.800 persones. Hi havia 36.817 famílies, de les quals 13.292 eren unipersonals (6.725 homes vivint sols i 6.567 dones vivint soles), 6.058 parelles sense fills, 11.893 parelles amb fills i 5.574 famílies monoparentals amb fills.
La població ha evolucionat segons el següent gràfic:

### Habitatges
El 2007 hi havia 41.530 habitatges, 38.909 eren l'habitatge principal de la família, 496 eren segones residències i 2.125 estaven desocupats. 3.323 eren cases i 36.137 eren apartaments. Dels 38.909 habitatges principals, 7.922 estaven ocupats pels seus propietaris, 29.855 estaven llogats i ocupats pels llogaters i 1.133 estaven cedits a títol gratuït; 5.521 tenien una cambra, 11.174 en tenien dues, 11.482 en tenien tres, 7.635 en tenien quatre i 3.097 en tenien cinc o més. 11.935 habitatges disposaven pel capbaix d'una plaça de pàrquing. A 15.665 habitatges hi havia un automòbil i a 3.278 n'hi havia dos o més.

### Piràmide de població
La piràmide de població per edats i sexe el 2009 era:
| Homes | Edats   | Dones |
| ----- | ------- | ----- |
| 6     | 95 o +  | 41    |
| 40    | 90 a 94 | 223   |
| 174   | 85 a 89 | 454   |
| 301   | 80 a 84 | 558   |
| 634   | 75 a 79 | 1.174 |
| 909   | 70 a 74 | 1.375 |
| 1.412 | 65 a 69 | 1.386 |
| 1.586 | 60 a 64 | 1.454 |
| 2.265 | 55 a 59 | 1.603 |
| 2.934 | 50 a 54 | 2.656 |
| 2.937 | 45 a 49 | 2.826 |
| 3.176 | 40 a 44 | 3.151 |
| 3.637 | 35 a 39 | 3.617 |
| 3.692 | 30 a 34 | 3.885 |
| 3.479 | 25 a 29 | 4.033 |
| 2.736 | 20 a 24 | 3.325 |
| 2.997 | 15 a 19 | 2.963 |
| 2.985 | 10 a 14 | 2.912 |
| 3.372 | 5 a 9   | 3.326 |
| 3.125 | 0 a 4   | 2.894 |

## Economia
És un centre industrial important del canal de Saint-Denis, pocs quilòmetres al nord de París. També és un centre d'ensenyament superior força important, ja que és seu de la Université de Paris VIII-Vincennes à Saint-Denis, fundada el 1969.

### Salaris i ocupació
El 2007 el salari net horari mitjà era 11,1 €/h en el cas dels alts càrrecs era de 21,2 €/h
(22,5 €/h els homes i 18,7 €/h les dones), el dels professionals intermedis 12,6 €/h (12,9 €/
h els homes i 12,5 les dones), el dels empleats 9,3 €/h (9,2 €/h els homes i 9,6 €/h les
dones) i el dels obrers 9,4 €/h (9,8 €/h els homes i 8,4 €/h les dones).
El 2007 la població en edat de treballar era de 69.205 persones, 49.899 eren actives i 19.306 eren inactives. De les 49.899 persones actives 39.319 estaven ocupades (21.095 homes i 18.224 dones) i 10.581 estaven aturades (5.473 homes i 5.108 dones). De les 19.306 persones inactives 2.909 estaven jubilades, 8.125 estaven estudiant i 8.272 estaven classificades com a «altres inactius».

### Ingressos
El 2009 a Saint-Denis hi havia 36.834 unitats fiscals que integraven 100.867,5 persones, la mitjana anual d'ingressos fiscals per persona era de 11.720 €.

### Activitats econòmiques
Dels 5.680 establiments que hi havia el 2007, 149 eren d'empreses extractives, 71 d'empreses alimentàries, 35 d'empreses de fabricació de material elèctric, 4 d'empreses de fabricació d'elements pel transport, 151 d'empreses de fabricació d'altres productes industrials, 657 d'empreses de construcció, 1.444 d'empreses de comerç i reparació d'automòbils, 373 d'empreses de transport, 552 d'empreses d'hostatgeria i restauració, 344 d'empreses d'informació i comunicació, 273 d'empreses financeres, 211 d'empreses immobiliàries, 742 d'empreses de serveis, 392 d'entitats de l'administració pública i 282 d'empreses classificades com a «altres activitats de serveis».
Dels 1.316 establiments de servei als particulars que hi havia el 2009, 1 era una comissaria de policia, 4 oficines d'administració d'Hisenda pública, 3 oficines del servei públic d'ocupació, 1 gendarmeria, 6 oficines de correu, 59 oficines bancàries, 7 funeràries, 59 tallers de reparació d'automòbils i de material agrícola, 5 tallers d'inspecció tècnica de vehicles, 10 establiments de lloguer de cotxes, 21 autoescoles, 69 paletes, 149 guixaires pintors, 49 fusteries, 75 lampisteries, 92 electricistes, 159 empreses de construcció, 81 perruqueries, 3 veterinaris, 20 agències de treball temporal, 365 restaurants, 37 agències immobiliàries, 23 tintoreries i 18 salons de bellesa.
Dels 439 establiments comercials que hi havia el 2009, 1 era, 8 supermercats, 2 grans superfícies de material de bricolatge, 7 botigues de més de 120 m², 68 botiges de menys de 120 m², 57 fleques, 35 carnisseries, 2 botigues de congelats, 1 una botiga de congelats, 25 llibreries, 130 botigues de roba, 7 botigues d'equipament de la llar, 16 sabateries, 14 botigues d'electrodomèstics, 7 botigues de mobles, 10 botigues de material esportiu, 8 drogueries, 25 perfumeries, 10 joieries i 6 floristeries.

## Equipaments sanitaris i escolars
El 2009 hi havia 3 hospitals de tractaments de curta durada, 5 hospitals de tractaments de mitja durada (seguiment i rehabilitació), 2 hospitals de tractaments de llarga durada, 5 psiquiàtrics, 1 centre d'urgències, 1 maternitat, 5 centres de salut, 31 farmàcies i 6 ambulàncies.
El 2009 hi havia 28 escoles maternals i 28 escoles elementals. A Saint-Denis hi havia 9 col·legis d'educació secundària, 5 liceus d'ensenyament general i 2 liceus tecnològics. Als col·legis d'educació secundària hi havia 5.118 alumnes, als liceus d'ensenyament general n'hi havia 4.225 i als liceus tecnològics 1.043.
Saint-Denis disposava de 8 centres de formació no universitària superior, des quals1 era de formació tècnica, 5 de formació sanitària i 2 d'altra formació. Disposava de 19 centres universitaris, dels quals 11 eren unitats de formació universitària i recerca, 3 instituts universitaris, 1 un centre d'ensenyament general superior privat i 4 centres d'altres ensenyaments superiors.

## Poblacions properes
El següent diagrama mostra les poblacions més properes.

## Història
Fou famosa la seva abadia reial i l'església fundada per Dagobert II vers el 630, que des de Lluís IX el Sant esdevingué panteó dels reis de França. Malgrat que fou saquejada durant la Revolució Francesa, conserva encara moltes tombes reials, entre les quals es destaquen les d'època renaixentista. L'edifici actual, un dels més antics i de més interès del gòtic francès, fou iniciat el 1137 sota la direcció minuciosa de l'abat Suger, amic i conseller de Lluís VI el Gros. Consagrat el 1140, no fou del tot acabat fins al 1281, quan foren instal·lats les naus amb els vitralls i les portades.